# Перовския полынная
Перовския полынная (лат. Perovskia abrotanoides) — вид растений рода Перовския (Perovskia) семейства Яснотковые (Lamiaceae).

## Ботаническое описание
Полукустарник до одного метра высотой. Стебель в нижней части деревянистый до 0,5 см в диаметре, постепенно утончающийся кверху, продольно-бороздчатый, рыхло-опушенный звездчатыми и простыми волосками. Опушение стирающееся. Стебли простые, вверху (приблизительно на половине высоты от основания) переходящие в сильно разветвленную метёлку. В нижней части стебель безлистный, расстояния между узлами 2—3 см. Листья супротивные, в очертании яйцевидно-продолговатые, дважды перисто-рассечённые, черешковые, с дольками листьев продолговатыми, тупыми, ширина которых очень сильно варьирует от 0,6 до 4 мм. Листья 4—7 см длины и 2—5 см ширины, голые или слегка опушенные, железисто-точечные.
Соцветие до 40 см длиной, ветви рыхлой метёлки отклоненные, облиственные. Нижние ветви до 30 см длиной, верхние более короткие, 8—10 см. Ветви расположены супротивно, расстояния между парами веток 2—5 см, четырёхгранные, бороздчатые, опушенные. Стеблевые листья более мелкие, 1,5—2 см длиной. Прицветники очень мелкие, узкие, 1—1,5 мм длиной, обычно сохраняющиеся, много короче чашечки, ланцетно-линейные, опушенные, к концу острые. Полумутовки 2—4, реже 6-цветковые, расставленные на 0,5—1 см друг от друга.
Цветки в среднем 11 мм длиной, в начале горизонтальные, под конец поникающие, на коротких цветоножках. Чашечка 5 мм длиной, темно-фиолетовая, коротко-двугубая, густо покрытая беловатыми, отходящими волосками; верхняя губа неясно 3-зубчатая, нижняя двураздельная. Венчик светло-фиолетовый, двугубый, верхняя губа 4-лопастная, нижняя цельная, в 2 раза длиннее чашечки; трубка венчика выставляющаяся. Тычинок 4, из которых 2 развитые, фертильные, расположенные в зеве, и 2 стерильные на верхней губе венчика, очень короткие. Столбик длинный, выставляющийся, лопасти рыльца неравной длины. Семянки — бурые, гладкие орешки.